# Turrican (computerspil)
Turrican (1 & 2) blev udviklet på Commodore 64. Turrican 2 udkom dog først på Amiga.
(Dog har Commodore 64-versionen af Turrican 2 flere secret/rum og er derfor større end Amiga-versionen)
Commodore 64-versionen bliver betegnet af mange spillere som det flotteste og største actionspil lavet til den maskine.
De synes, at det er helt utroligt, hvad programmøren har presset ud af Commodore 64.
Da spillet kom ud, slog det flere rekorder, og nye rammer blev sat for, hvad der var muligt at lave på en 8 bit-computer.
Desværre udkom spillene i Commodore 64' sidste "leveår", og selvom CMD producerede 2.8 & 1.60 MB 3.5" diskettedrev og SuperCPU var dens tid som spillemaskine desværre forbi i slutningen af 1992.
Musikken i spillet er lavet af Chris Hüelsbeck.